# Bách tính
Bá tánh  (hoặc bách tính, tiếng Trung: 百姓; bính âm Hán ngữ: bǎixìng, nghĩa là "trăm họ") là thuật ngữ chỉ quần chúng nhân dân nói chung, theo quan điểm trong thời kỳ phong kiến Trung Quốc. Người ta cũng có thể gọi là "lão bá tánh" để gọi một cách trân trọng hơn. "Bá tánh" là thuật ngữ trung hòa để chỉ người dân, nhân dân; nếu cần nhấn mạnh sự cai trị trên một bình diện rộng lớn hơn, giới cầm quyền còn gọi giới bị trị là "thiên hạ".